# NGC 4592
NGC 4592 é uma galáxia espiral (Sd) localizada na direcção da constelação de Virgo. Possui uma declinação de -00° 31' 53" e uma ascensão recta de 12 horas, 39 minutos e 18,6 segundos.
A galáxia NGC 4592 foi descoberta em 23 de Fevereiro de 1784 por William Herschel.